# Andreas Franz Wilhelm Schimper

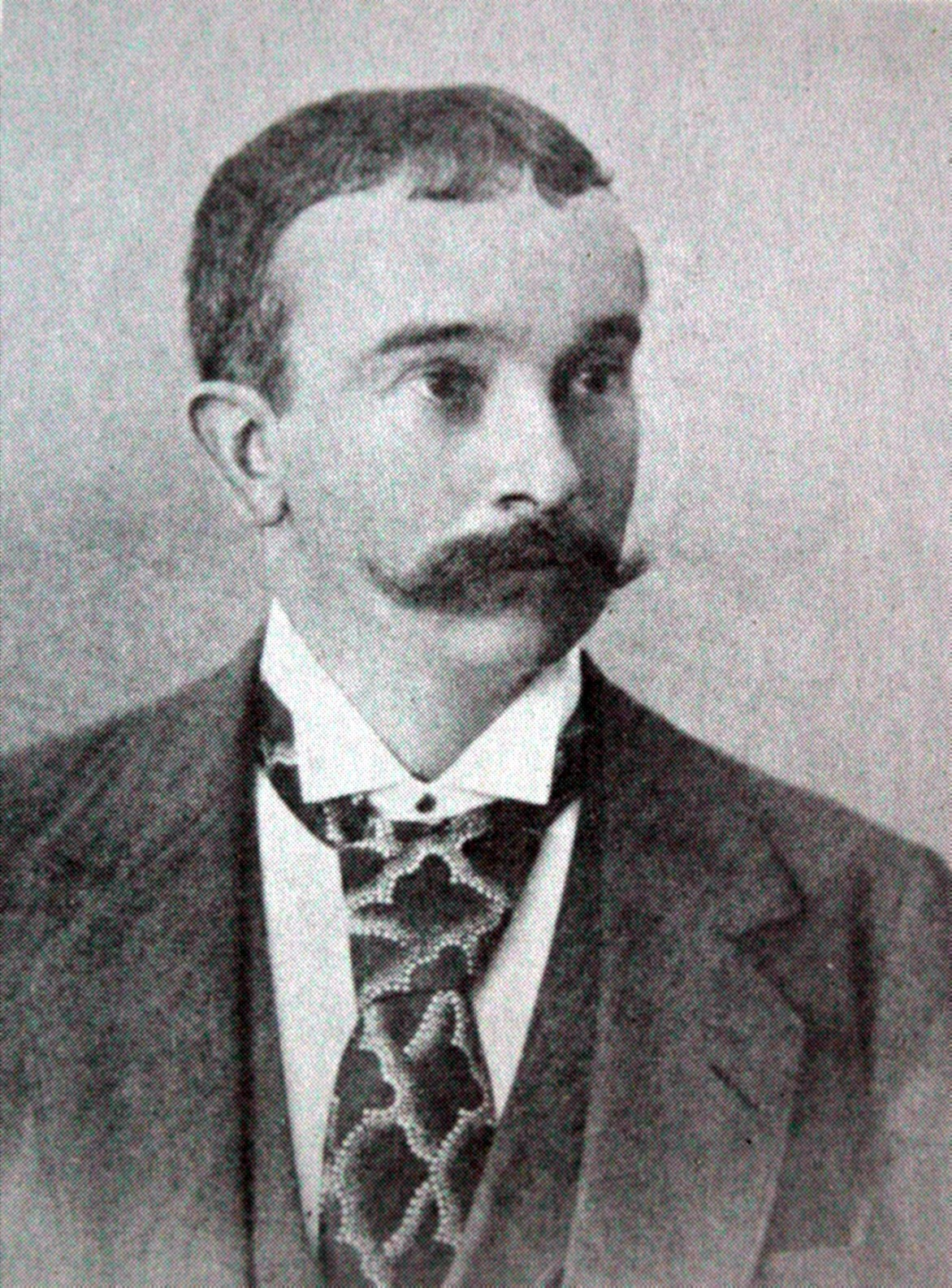
Andreas Franz Wilhelm Schimper

Andreas Franz Wilhelm Schimper (* 12. Mai 1856 in Straßburg, Frankreich; † 9. September 1901 in Basel) war ein deutscher Botaniker und Universitätsprofessor. Sein offizielles botanisches Autorenkürzel lautet „A.Schimp.“

## Leben und Wirken
Der Sohn des Botanikers Wilhelm Philipp Schimper studierte Naturwissenschaften und besonders Botanik an der Universität Straßburg unter anderem bei Heinrich Anton de Bary, bei dem er 1878 zum Dr. phil. promoviert wurde. 1880 war er Fellow an der Johns Hopkins University in Baltimore/USA. Ab 1882 war er Assistent an der Universität Bonn bei Eduard Strasburger, dann dort Privatdozent. 1890 wurde Schimper zum außerordentlichen Professor in Bonn berufen und war ab 1898 ordentlicher Professor für Botanik an der Universität Basel.
Schimper widmete sich auf zahlreichen Reisen der Pflanzenökologie. Unter anderem bereiste er 1882 Westindien und Venezuela; 1886 war er bei Fritz Müller in Brasilien und 1889 auf Ceylon sowie am Botanischen Garten in Buitenzorg (Bogor/Java). 1898 bis 1899 war er Teilnehmer an der Valdivia-Expedition.
1883 postulierte Schimper die symbiotische Entstehung der Chloroplasten und wurde damit zum Wegbereiter der später formulierten Endosymbionten-Theorie (siehe Konstantin Sergejewitsch Mereschkowski und Lynn Margulis).
Schimper veröffentlichte 1898 seine Pflanzengeographie auf physiologischer Grundlage, in der er anstrebte, die Verbreitung und das Zusammenleben der Pflanzen nach dem damaligen Kenntnisstand ökophysiologisch zu erklären. Im Vorwort seines Buches schrieb er: „Nur wenn sie in engster Fühlung mit der experimentellen Physiologie verbleibt, wird die Ökologie der Pflanzengeographie neue Bahnen eröffnen können, denn sie setzt eine genaue Kenntnis der Lebensbedingungen der Pflanze voraus, welche nur das Experiment verschaffen kann“ (1898: IV). In diesem Werk definierte und verwendete er erstmals den Begriff Tropischer Regenwald, der auch in andere Sprachen, beispielsweise ins Englische als rainforest, übernommen wurde.
Für die Weiterentwicklung der Vegetationskunde war seine Gruppierung der Pflanzenformationen von Bedeutung: „Nach dem Vorhergehenden sind zwei ökologische Formationsgruppen zu unterscheiden, die klimatischen oder Gebietsformationen, deren Vegetationscharakter durch die Hydrometeore beherrscht, und die edaphischen oder Standortsformationen, wo derselbe in erster Linie durch die Bodenbeschaffenheit bedingt ist“ (1898:175–176).
Zeitgleich mit russischen Bodenkundlern wird der Gedanke der „klimazonalen“ und „azonalen“ Vegetation angesprochen; diese Gedanken wurden später unter anderem von Frederic Edward Clements (1916) und Heinrich Walter (1954) aufgegriffen.
Andreas Franz Wilhelm Schimper war 1894 einer der vier Begründer des Lehrbuchs der Botanik für Hochschulen (gen. „Strasburger“) und bis zur 5. Auflage 1902 der Bearbeiter des Kapitels Samenpflanzen.
Auf der Expedition der Valdivia steckte sich Schimper in Kamerun mit Malaria an, die bei einer Expedition im Suez-Gebiet und den Randgebieten der Sahara erneut auftrat. Hinzu kam ein Diabetes. An den Folgen der beiden Erkrankungen verstarb er am 9. September 1901 im neuen Botanischen Institut von Basel.

## Ehrungen
Andreas Franz Wilhelm Schimper wurde 1892 zum Mitglied der Deutschen Akademie der Naturforscher Leopoldina gewählt.
Nach ihm benannt ist auch die Pflanzengattung Neoschimpera Hemsl. aus der Familie der Rötegewächse (Rubiaceae) und die Algengattung Schimperiella G.Karst.

## Bedeutende wissenschaftliche Arbeiten
- A. F. W. Schimper: Über die Entwicklung der Chlorophyllkörner und Farbkörper. In: Botanische Zeitung. Band 41, 1883, Sp. 105–120, 126–131 und 137–160, urn:nbn:de:hebis:30-1100851 (uni-frankfurt.de).
- Syllabus der Vorlesungen über pflanzliche Pharmacognosie. Heitz, Strassburg 1887, urn:nbn:de:hbz:061:2-20395.
- A. F. W. Schimper: Die epiphytische Vegetation Amerikas. Gustav Fischer Verlag, Jena 1888 (162 S., Project Gutenberg eText).
- A. F. W. Schimper: Anleitung zur mikroskopischen Untersuchung der vegetabilischen Nahrungs- und Genussmittel: mit 134 Abb. Gustav Fischer Verlag, Jena 1900, urn:nbn:de:hbz:061:2-21786 (158 S.).